# Mołodutyn
Mołodutyn (prononciation : [mɔwɔˈdutɨn]) est un village polonais de la gmina de Kamień dans le powiat de Chełm de la voïvodie de Lublin dans l'est de la Pologne, à la frontière avec l'Ukraine.
Il se situe à environ 4 kilomètres au sud-ouest de Kamień (siège de la gmina), 11 kilomètres au sud-est de Chełm (siège du powiat) et 72 kilomètres à l'est de Lublin (capitale de la voïvodie).
Le village comptait approximativement une population de 174 habitants  en 2007.

## Histoire
De 1975 à 1998, le village est attaché administrativement à la voïvodie de Chełm.

Depuis 1999, il fait partie de la voïvodie de Lublin.